# Miratemnus zuluanus
Miratemnus zuluanus är en spindeldjursart som beskrevs av Lawrence 1937. Miratemnus zuluanus ingår i släktet Miratemnus och familjen Atemnidae. Inga underarter finns listade i Catalogue of Life.